# Grigóris Patrikaréas
Grigóris Patrikaréas (grec moderne : Γρηγόρης Πατρικαρέας), parfois sous le nom de comme Gregory Karr, est un acteur grec.

## Biographie
Il a tourné pour Theo Angelopoulos dans Le Pas suspendu de la cigogne, dans lequel il jouait le rôle principal, entouré de Marcello Mastroianni et Jeanne Moreau ; le couple de La Nuit de Michelangelo Antonioni.

## Filmographie partielle
- 1991 : Le Pas suspendu de la cigogne de Theo Angelopoulos
- 1999 : L'Attaque de la moussaka géante de Pános Koútras